# トビー・ドーソン
トビー・ドーソン（Toby Dawson、出生名キム・ボンソク、朝鮮語: 김봉석、1978年11月30日 - ) は、アメリカ合衆国のフリースタイルスキーモーグル選手。韓国・釜山生まれ。2006年トリノオリンピック銅メダリスト。
2011年、2018年の平昌冬季五輪招致広報大使に任命された。スキー韓国代表チームのコーチ。

## プロフィール
3歳時に釜山の警察の前に置き去りにされ、母親とはぐれてしまう。その後市内の児童養護施設で半年程すごした後にで韓国聖職者協会の里親プログラムによってコロラド州のスキーインストラクターの家族の養子になる。2007年2月28日、DNA鑑定の結果、実父と判明したキム・ジェスと再会した。実母はキム・ジェスと離婚し、新しい家庭を築いていることから再会を拒否した。
引退後の2007年3月14日に米国人女性と結婚したが、2009年に離婚。
2011年7月6日、平昌冬季五輪招致広報大使としてIOC総会でプレゼンテーションを行なった。
2013年9月に元テコンドー選手で韓国代表コーチのキム・ヨンジと再婚した。

## 競技成績
1999年1月9日にカナダ、Mont Tremblantで行われたモーグルのレースでフリースタイルスキー・ワールドカップにデビュー、5位に入賞、3月の1999年フリースタイルスキー世界選手権では14位だった。
2001年フリースタイルスキー世界選手権ではモーグル8位、デュアルモーグル17位、この年3月のシーズン最終戦でワールドカップ初勝利を果たした。
2003年フリースタイルスキー世界選手権ではモーグル、デュアルモーグルともに銅メダルを獲得、2005年フリースタイルスキー世界選手権デュアルモーグル金メダル、モーグル5位、2006年トリノオリンピックモーグル銅メダル。このシーズン限りで現役を引退した。
ワールドカップでは通算7勝（2位2回、3位8回）、モーグル総合は3勝をあげた2003-2004シーズンの2位が自己最高位である。